# 2020年至2021年歐洲女子冠軍聯賽
2020–2021年歐洲女子冠軍聯賽是歐洲女子足球俱樂部的第20個賽季，以及第12個歐洲女子冠軍聯賽賽季。
里昂是衛冕冠軍，贏得了過去五屆比賽。

## 協會分配
- 協會1-6每個都有三支隊伍。
- 協會7–16每個都有兩支球隊參賽。
- 所有其他協會，如果它們進入，則每個協會都有一個參賽資格。
- 如果2019–20年歐洲女子冠軍聯賽的冠軍沒有通過國內聯賽獲得2021–22年度歐洲冠軍聯賽的參賽者的資格，則會獲得額外的參賽資格。

## 相關統計

### Top goalscorers
最後更新：18 April 2021
There have been 301 goals scored in 84 matches, with an average of 3.58 goals per match.